# Lijst van dichters in de Gouden Eeuw
In de Gouden Eeuw profiteerden de dichters ook van de economische groei. Ze verkochten hun gedichten en zo verdienden ze ook wat geld. Er waren vijf belangrijke dichters in deze periode. 
We onderscheiden de volgende vijf grote dichters uit de zeventiende eeuw:
- Joost van den Vondel
- Constantijn Huygens
- Pieter Corneliszoon Hooft
- Gerbrand Adriaanszoon Bredero
- Jacob Cats